# Subligny (Manche)
Subligny és un municipi francès situat al departament de la Manche i a la regió de Normandia. L'any 2017 tenia 390 habitants.

## Demografia

### Població
El 2007 la població de fet de Subligny era de 327 persones. Hi havia 132 famílies de les quals 25 eren unipersonals (4 homes vivint sols i 21 dones vivint soles), 58 parelles sense fills i 49 parelles amb fills.
La població ha evolucionat segons el següent gràfic:
Habitants censats

### Habitatges
El 2007 hi havia 177 habitatges, 138 eren l'habitatge principal de la família, 23 eren segones residències i 17 estaven desocupats. 164 eren cases i 3 eren apartaments. Dels 138 habitatges principals, 97 estaven ocupats pels seus propietaris, 39 estaven llogats i ocupats pels llogaters i 2 estaven cedits a títol gratuït; 1 tenia una cambra, 5 en tenien dues, 21 en tenien tres, 36 en tenien quatre i 75 en tenien cinc o més. 126 habitatges disposaven pel capbaix d'una plaça de pàrquing. A 62 habitatges hi havia un automòbil i a 68 n'hi havia dos o més.

## Economia
El 2007 la població en edat de treballar era de 217 persones, 173 eren actives i 44 eren inactives. De les 173 persones actives 157 estaven ocupades (81 homes i 76 dones) i 16 estaven aturades (6 homes i 10 dones). De les 44 persones inactives 19 estaven jubilades, 9 estaven estudiant i 16 estaven classificades com a «altres inactius».

### Ingressos
El 2009 a Subligny hi havia 141 unitats fiscals que integraven 350 persones, la mediana anual d'ingressos fiscals per persona era de 15.903 €.

### Activitats econòmiques
Dels 14 establiments que hi havia el 2007, 1 era d'una empresa alimentària, 1 d'una empresa de fabricació d'altres productes industrials, 9 d'empreses de construcció, 2 d'empreses de comerç i reparació d'automòbils i 1 d'una entitat de l'administració pública.
Dels nou establiments de servei als particulars que hi havia el 2009, 1 era un taller de reparació d'automòbils i de material agrícola, 2 paletes, 2 fusteries, 2 lampisteries i 2 electricistes.
L'any 2000 hi havia 31 explotacions agrícoles que ocupaven un total de 714 hectàrees.